# 21398 Zengguoshou
21398 Zengguoshou è un asteroide della fascia principale. Scoperto nel 1998, presenta un'orbita caratterizzata da un semiasse maggiore pari a 2,2331473 au e da un'eccentricità di 0,1663456, inclinata di 3,60581° rispetto all'eclittica.
L'asteroide è dedicato all'insegnante cinese Zeng Guoshou.